# 畜力运输

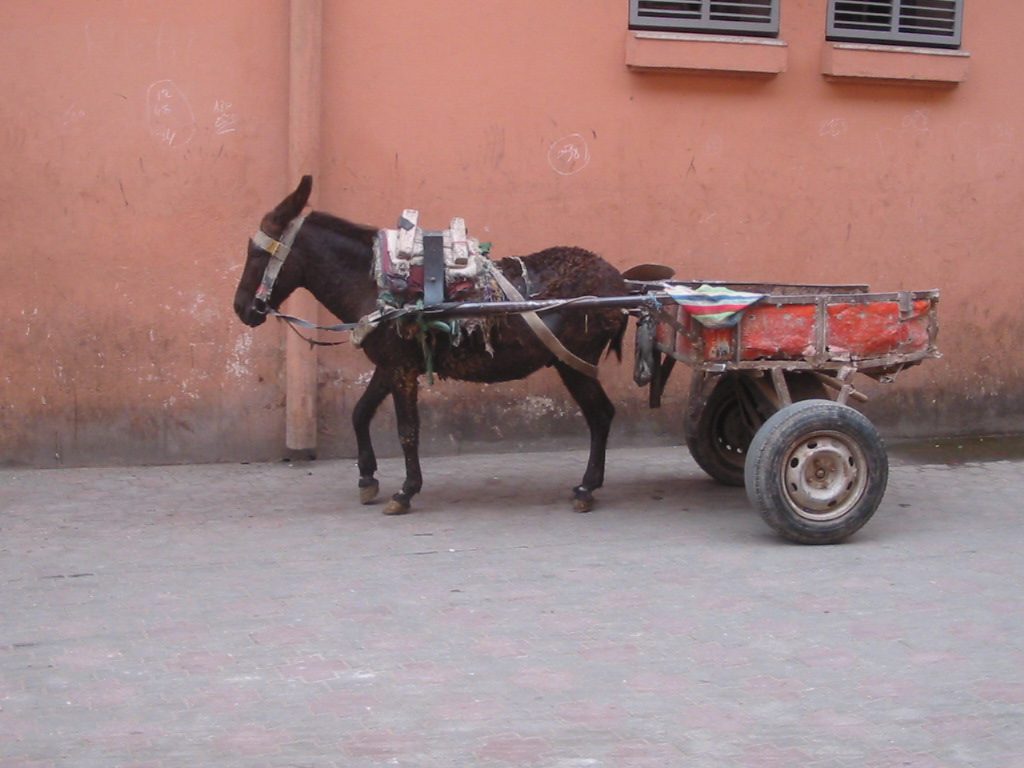
用以拉車的驢子

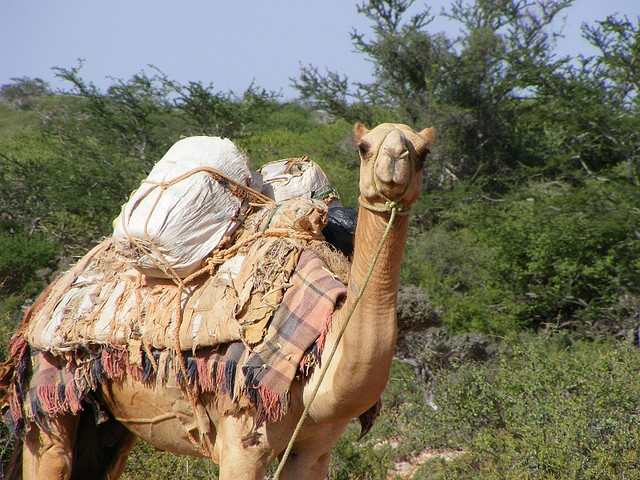
正在運送貨物的駱駝

畜力运输又稱動物運輸、馱運，是一種利用役用動物力量的運輸方式。與使用人力運輸一樣，同是一種由來已久的運輸方式。在人類慬得運用機械之前，動物對人類貢獻很大。被人類利用的動物能提供不同服務，例如有；運輸人或貨物、交通和通訊等。人類使用的方式，可以直接騎在動物身上、使用輔助工具或訓練動物自行工作。被訓練、馴養作運輸用的動物稱為馱獸，其中主要让人骑乘的驮兽常常被称作坐骑。

## 常被使用之動物

### 天空
- 鴿：信鸽。

### 陸地
- 牛、水牛、牦牛
- 駱駝、無峰駝
- 狗
- 驢
- 大象
- 馬
- 騾
- 鹿

## 次文化中的馱獸
有些人為了討好心儀的對象，會任由對方差遣、驅使，最典型的行為是免費幫對方搬運重物，就像訓練作運輸用的動物那樣，次文化中就把這種人和他們討好對方的行為稱為「馱獸」。